# RK Izviđač Ljubuški
RK Izviđač je rukometni klub iz Ljubuškog, Bosna i Hercegovina.
Sjedište je u ul. Stjepana Radića bb, u Ljubuškom. Klupske boje su crvena, te crna i plava. Član je Rukometnog saveza Herceg-Bosne, te državnog Rukometnog Saveza Bosne i Hercegovine.
Ujedinjavanjem kluba s klubom Ljubuški Hum, klub nastavlja djelovati pod imenim RK Izviđač, umjesto dotadašnjeg imena HRK Izviđač (MI grupa).

## Uspjesi
- Premijer liga Bosne i Hercegovine (rekord)
  - Prvаk (10): 2000., 2002., 2004., 2005., 2016., 2018., 2019., 2021., 2023., 2024.
- Kup BiH
  - Osvajač (3): 1999., 2002., 2022.
- Prvenstvo Herceg-Bosne
  - Prvаk (7): 1995., 1996., 1997., 1998., 1999., 2000., 2001.
- Kup Herceg-Bosne
  - Osvajač (8): 1994., 1995., 1996., 1997., 1998., 1999., 2000., 2001.

## Vanjske poveznice
- Službene stranice